# 斗鱼666号
斗鱼666号，是一颗商业航天卫星，于2018年12月7月搭载长征二号丁运载火箭在中国酒泉卫星发射中心发射。该卫星由斗鱼网络与国星宇航合作，搭载第二代星上AI智能处理系统，将在斗鱼平台直播，通过“太空+直播”传播科学知识。